# Kastanjekronad myrpitta
Kastanjekronad myrpitta (Grallaria ruficapilla) är en sydamerikansk fågel i familjen myrpittor inom ordningen tättingar.

## Utseende och läte
Denna art är en medelstor myrpitta med en kroppslängd på 18,5 cm. Huvud och nacke är orange eller rostfärgad. Ryggen är olivbrun ich strupen vit. Buken är likaså vit, men täckt av brunsvarta streck, huvudsakligen på flankerna. Benen är gråblå. Lätet som levereras från en något upphöjd sittplats är ett högljutt, upprepat "wheuu".

## Utbredning och systematik
Kastanjekronad myrpitta delas in i sju underarter med följande utbredning:
- Grallaria ruficapilla ruficapilla – förekommer i Anderna i Colombia och norra Ecuador
- Grallaria ruficapilla perijana – förekommer i Sierra de Perija (gränsen mellan Colombia och Venezuela)
- Grallaria ruficapilla avilae – förekommer i kustnära kordiljäran i norra Venezuela och Anderna i Lara
- Grallaria ruficapilla nigrolineata – förekommer i Anderna i västra Venezuela (Táchira, Mérida och Trujillo)
- Grallaria ruficapilla connectens – förekommer i subtropiska Anderna i sydvästra Ecuador
- Grallaria ruficapilla albiloris – förekommer i södra Ecuador (Loja) och nordvästra Peru (i söder till Lambayeque)
- Grallaria ruficapilla interior – förekommer i centrala kordiljären i norra Peru (Amazonas och San Martín)

## Levnadssätt
Fågeln förekommer i subtropiska och tropiska bergsskogar, vanligtvis mellan 1.900 och 3.100 meters höjd. Arten tolererar skog påverkad av avverkning i större utsträckning än andra myrpittor. Även om den är skygg och tillbakadragen liksom alla Grallaria-arter ses den ofta komma ut i mer öppen miljö i eller strax efter gryning, dock aldrig långt ifrån skyddande växtlighet. I vissa områden lockas den fram med mask och blir på så sätt lättare observerad av fågelskådare.

## Status och hot
Arten har ett stort utbredningsområde och en stor population, och tros öka i antal. Utifrån dessa kriterier kategoriserar internationella naturvårdsunionen IUCN arten som livskraftig (LC). Världspopulationen har inte uppskattats men den beskrivs som vanligt förekommande.